# アジアリーグアイスホッケー2007-2008
アジアリーグアイスホッケー2007-2008シーズンは、2007年9月22日から2008年3月19日にかけて開催された。王子製紙が初優勝。

## 参加チーム
- 中国のチームが浩沙のみの参加となり、全体のチーム数は前年度より1減って7チームとなった。浩沙は、長春富奥を吸収し、「中国浩沙」と改称したが、開幕直前にNHLのサンノゼ・シャークスからスタッフ、選手の派遣を受け、「中国シャークス」に再改称した。
- 日光神戸アイスバックスが、運営会社の変更に伴い、本拠地を日光市のみに戻し、「日光アイスバックス」に改称した。
- カンウォンランドが「High1アイスホッケーチーム」に改称した。

| チーム                    | 本拠地         |
| ------------------------- | -------------- |
| HC日光アイスバックス      | 栃木県日光市   |
| 日本製紙クレインズ        | 北海道釧路市   |
| 王子製紙                  | 北海道苫小牧市 |
| SEIBUプリンスラビッツ     | 東京都西東京市 |
| 安養ハルラ                | 京畿道安養市   |
| High1アイスホッケーチーム | 江原道春川市   |
| チャイナシャークス        | 北京市         |

## 試合方式
- レギュラーリーグは7チームの4回戦総当り（24試合）とグループリーグ6試合の計30試合。

| チーム名            | 全チームの共通試合     | グループゲーム対象試合                 |
| ------------------- | ---------------------- | -------------------------------------- |
| 日本国内の4チーム   | 通常の7チーム4回総当り | 日本国内4チーム同士による2回総当り     |
| 韓国・中国の3チーム | 通常の7チーム4回総当り | 韓国・中国の3チーム同士による3回総当り |

- プレーオフには上位6チームが出場(前シーズンと同様)。
- プレーオフはトーナメント方式。全て5戦3勝制(前シーズンと同様)。
- プレーオフの試合会場がこれまで1試合目～3試合目が上位、4、5試合目が下位のホームでの開催だったのが1、2、5試合目が上位、3、4試合目が下位のホームでの試合となった。これにより、下位のチームも最低1試合はホームの試合が出来るように変更された。

## 外国籍選手枠
- 外国籍選手の枠は日本4チームが2人、ハルラが4人、High1とチャイナシャークスは5人まで。
- 前シーズンまで適用されていた、帰化の意思のある日系人選手（王子製紙のバート・ヘンダーソン=退部=と日本製紙のダーシ・ミタニ=帰化=の両選手）は外国人選手とみなさない特別ルールは廃止となった。

## レギュラーリーグ
|    | チーム                    | GP | W  | OTW | T | OTL | L  | GF-GA   | Pts |
| -- | ------------------------- | -- | -- | --- | - | --- | -- | ------- | --- |
| 1. | SEIBUプリンスラビッツ     | 30 | 20 | 0   | 1 | 0   | 9  | 138:073 | 61  |
| 2. | High1アイスホッケーチーム | 30 | 17 | 2   | 1 | 2   | 8  | 118:089 | 58  |
| 3. | 王子製紙                  | 30 | 17 | 1   | 2 | 2   | 8  | 112:074 | 57  |
| 4. | 日本製紙クレインズ        | 30 | 15 | 1   | 2 | 1   | 11 | 097:085 | 50  |
| 5. | 安養ハルラ                | 30 | 13 | 1   | 2 | 1   | 13 | 093:092 | 44  |
| 6. | 日光アイスバックス        | 30 | 8  | 2   | 2 | 0   | 18 | 060:109 | 30  |
| 7. | チャイナシャークス        | 30 | 3  | 0   | 0 | 1   | 26 | 063:159 | 10  |

## プレーオフ
| 1回戦              | 1回戦 |  |  | セミファイナル            | セミファイナル |  |                    | ファイナル | ファイナル |
|                    |       |  |  |                           |                |  |                    |            |            |
|                    |       |  |  | High1アイスホッケーチーム | 0              |  |                    |            |            |
| 王子製紙           | 3     |  |  | 王子製紙                  | 3              |  |                    |            |            |
| 日光アイスバックス | 0     |  |  |                           |                |  | 王子製紙           | 3          |            |
|                    |       |  |  |                           |                |  | 日本製紙クレインズ | 0          |            |
|                    |       |  |  | SEIBUプリンスラビッツ     | 1              |  |                    |            |            |
| 日本製紙クレインズ | 3     |  |  | 日本製紙クレインズ        | 3              |  |                    |            |            |
| 安養ハルラ         | 0     |  |  |                           |                |  |                    |            |            |

## 表彰

### 最優秀選手
| 部門       | 受賞者   | 所属     |
| 最優秀選手 | 桜井邦彦 | 王子製紙 |

### ベスト6
| 部門                   | 受賞者           | 所属                  |
| ベストプレイメイクFW   | アレックス・キム | High1                 |
| ベストオフェンシブFW   | ティム・スミス   | High1                 |
| ベストディフェンシブFW | 桜井邦彦         | 王子製紙              |
| ベストオフェンシブDF   | 大久保智仁       | High1                 |
| ベストディフェンシブDF | 宮内史隆         | SEIBUプリンスラビッツ |
| ベストGK               | 菊地尚哉         | SEIBUプリンスラビッツ |

### 個人タイトル
| 部門             | 受賞者               | チーム                | 成績  |
| 最多得点         | ティム・スミス       | High1                 | 23    |
| 最多得点         | アレックス・キム     | High1                 | 23    |
| 最多アシスト     | ジョエル・パーピック | SEIBUプリンスラビッツ | 30    |
| 最多ポイント     | アレックス・キム     | High1                 | 51    |
| 最優秀セーブ率GK | 菊地尚哉             | SEIBUプリンスラビッツ | 92.01 |

### その他
| 部門                         | 受賞者           | 所属     |
| ヤングガイ・オブ・ザ・イヤー | オム・ヒョンスン | High1    |
| 最優秀監督                   | 城野正樹         | 王子製紙 |
| ホッケータウン・イン・アジア | 釧路市           |          |